# 王谋
王謀（？年—225年），字元泰。三國時代蜀漢名士，漢嘉人。歷仕劉焉、劉璋、劉備三主。性格有容止操行，善美谨慎。劉璋時代歷任巴郡太守、治中從事。刘备入蜀，兼任益州牧，任命其为别驾。刘备为汉中王时，王谋被任命为少府。及蜀漢建國後，建兴初，賜關內侯，之后接任赖恭为太常。王谋善美谨慎，深受人们敬重，其死后大将军蒋琬询问張休：“汉嘉之前出了王谋这样的人物，现在有谁能接替他呢？”张休回答道：“就算是整个益州都没有后继者，更何况我们郡中呢？”